# Pat Rice
Patrick James "Pat" Rice (født 17. marts 1949 i Belfast) er en nordirsk tidligere fodboldspiller og træner, der i det meste af sin karriere spillede som højre back i den engelske Premier League-klub Arsenal F.C. Her var han efter sin aktive karriere

## Aktive karriere
Rice startede sin seniorkarriere hos Arsenal F.C. i 1967, og fik sin førsteholdsdebut for klubben den 5. december 1967 i en Liga Cup-kamp mod Burnley F.C. Rice spillede for Arsenal i alt 14 sæsoner, og var en del af holdet der vandt The Double, mesterskab og FA Cup, i 1971. I sine sidste år hos klubben var han desuden anfører.
I 1980 forlod Rice Arsenal og skiftede til Watford F.C. Her spillede han de sidste fire år af sin karriere og var blandt andet med til at føre holdet frem til oprykning til den bedste række.

## Landshold
Rice var i en årrække en bærende kraft på Nordirlands landshold, som han i alt optrådte for 49 gange. Hans debut for holdet kom den 10. september 1968 i en kamp mod Israel. Hans sidste kamp var den 17. oktober 1979 mod England.

## Trænerkarriere
Efter at have stoppet sin aktive karriere rejste Rice tilbage til London og blev træner for et af Arsenals ungdomshold, en post han besad frem til 1996. Efter at klubbens manager Stewart Houston sagde op, blev han her midlertidigt sat til at administrere førsteholdet i tre kampe i september 1996. Arsenal vandt alle kampene. Klubben havde dog skrevet kontrakt med franskmanden Arsène Wenger, der startede som manager pr 1. oktober.
Herefter blev Rice gjort til assisterende manager, en post han havde indtil 2012. Han var som Wengers assistent med til at føre klubben til tre Premier League-titler og fire FA Cup-titler.

## Titler som spiller
First Division (Premier League
- 1971 med Arsenal F.C.

FA Cup
- 1971 og 1979 med Arsenal F.C.

## Titler som ass. manager
Premier League
- 1998, 2002 og 2004 med Arsenal F.C.

FA Cup
- 1998, 2002, 2003 og 2005 med Arsenal F.C.